# Carlos Altamirano Toledo
Carlos Altamirano Toledo (n. Asunción Ixtaltepec, Oaxaca, 28 de marzo de 1946) es un político mexicano, miembro del Partido de la Revolución Democrática, que ha sido diputado federal de 2006 a 2009.
Carlos Altamirano Toledo es Licenciado en Economía egresado de la Escuela Superior de Economía del Instituto Politécnico Nacional y tiene una especialidad en finanzas públicas en la Universidad Nacional Autónoma de México. Realizó su carrera mayormente en áreas financieras del gobierno federal, en la Secretaría de Hacienda y Crédito Público ocupó los cargos de Subdirector de Estudios Fiscales de 1978 a 1979, en 1979 pasó a la entonces Secretaría de Programación y Presupuesto, donde fue Subdirector de Finanzas Públicas de 1979 a 1981, Director de Análisis Presupuestal de 1981 a 1982, director general de Contabilidad Gubernamental de 1982 a 1985 y director general de Políticas Presupuestales de 1985 a 1992; de ese año a 1994 fue director general del Comité Administrador del Programa Federal de Construcción de Escuelas (CAPFCE) y de 1994 a 2000 oficial mayor de la Presidencia de la República durante el gobierno de Ernesto Zedillo. Posteriormente se dedicó al ejercicio particular de su profesión y a actividades políticas en las agrupaciones sociales Todos por el Istmo, A.C. y Profesionales por la Democracia, A.C.
En 2006 fue elegido diputado federal por el Distrito 5 de Oaxaca a la LX Legislatura que concluyó en 2009, en dicha legislatura fue secretario de la comisión de Presupuesta y Cuenta Pública y miembro de la de Función Pública y de la de Vigilancia de la Auditoría Superior de la Federación. El 29 de diciembre de 2009 fue propuesto como uno de los aspirantes de la Alianza opositora a la candidatura a la gubernatura de Oaxaca en las elecciones de 2010.